# 上海申花足球倶楽部
上海申花足球倶楽部（漢音読み：シャンハイ-しんか-そっきゅうくらぶ、上海申花足球俱乐部）は、中華人民共和国の上海市をホームタウンとする、中国プロサッカーリーグ（中国超級）に加盟するプロサッカークラブ。

## 概要
華東隊として1951年に創立した。ホームタウンは上海市である。
チーム名の申花は上海の企業グループ上海申花集団を示す。かつてのチーム名にあるSVAは液晶ディスプレイ製造や通信事業を中核とする電機メーカーグループ「上海広電集団(SVA)」、「文広」は上海テレビなどが属する上海メディアグループ(上海文化広播影視集団、SMG)が由来である。

## 歴史
1951年
華東隊創立。
1993年
上海申花に改名。
1994年
中国プロリーグ設立。初年度より参加。
2002年
上海申花SVA文広足球倶楽部に改名。
AFCチャンピオンズリーグの初年度でもある2002-03大会に初出場すると予選でBECテロ・サーサナ、大田、鹿島のグループAを1勝2敗の3位で終えグループリーグ敗退した。
2004年
2年連続の2回目の出場となったAFCチャンピオンズリーグ2004の予選で全北、磐田、BECテロ・サーサナのグループEを3勝3敗の3位で終えた。2年連続で3位でグループリーグ敗退した。
2005年
大分トリニータと業務提携。
2006年
3回目の出場となったAFCチャンピオンズリーグ2006の予選でドンタム・ロンアンとの2チームによるグループGを2勝で初の決勝トーナメントに進出した。準々決勝で全北と対戦した。ホームの第1戦を1-0で勝利したがアウェイの第2戦では2-4で敗れ、合計スコア3-4で準々決勝で敗退が決定した。
2007年
2月に上海聯城のオーナー朱駿に買収され、申花の選手15名と聨城の選手15名で構成されたクラブとなる。
上海聯城と完全統合。リーグ開始前に上海申花聨盛足球倶楽部に改名。
2年連続の4回目の出場となったAFCチャンピオンズリーグ2007の予選で浦和、シドニー、ペルシク・ケディリのグループEを1勝2分3敗でグループリーグ最下位の4位で終えた。グループリーグ敗退した。
2回目の出場でこの年で最後となったA3チャンピオンズカップ2007では浦和、城南一和天馬、山東魯能と対戦し、2勝1敗で優勝した。大会最優秀選手に上海申花の李鋼が受賞した。
2009年
2008年中国サッカーリーグ2位として、5回目の出場となったAFCチャンピオンズリーグ2009の予選で鹿島、水原、アームド・フォーシズのグループGを2勝2分2敗の3位で終えグループリーグ敗退した。
2011年
6回目の出場となったAFCチャンピオンズリーグ2011の予選で水原、鹿島、シドニーのグループHを2分4敗でグループリーグ最下位の4位で終えた。グループリーグ敗退した。また12月12日、チェルシーFCから元フランス代表FWであるニコラ・アネルカを獲得した。年俸は1060万ユーロと言われている。
2012年
2012年6月20日、UEFAチャンピオンズリーグを制したばかりのチェルシーからコートジボワール代表FWのディディエ・ドログバ、コロンビア代表MFジョヴァンニ・モレノが加入した。
2013年
2013年1月、給与未払いなどの問題からドログバが退団し、ガラタサライへ移籍。またアネルカも同様にユベントスへと移籍した。
2015年
三菱重工空調系統（上海）有限公司とのスポンサー契約を発表した。スポンサー契約により、上海申花のユニフォーム背中に「三菱重工空調」の文字が入る。
6月25日、スペインのレバンテUDからマリ代表MFモハメド・シソッコを獲得すると、2日後の6月27日にトルコのベシクタシュJKからセネガル代表FWデンバ・バを獲得した。
2016年
インテル・ミラノからコロンビア代表のフレディ・グアリンを獲得した。またナイジェリア代表FWのオバフェミ・マルティンスも獲得した。
2017年
グレゴリオ・マンサーノ監督が2016シーズンをもって退任し、デンバ・バがベシクタシュ（トルコ）へ期限付き移籍となった。
2017シーズンよりウルグアイ人のグスタボ・ポジェが新監督に就任。補強面ではボカ・ジュニアーズ（アルゼンチン）からカルロス・テベスを移籍金200万ユーロ程度で、世界最高額とも言われる年俸4000万ユーロで獲得し、世界的な話題を集めた。
AFCチャンピオンズリーグの本戦出場をかけてプレーオフラウンドから出場した。2月9日、ホームでオーストラリアのブリスベン・ロアーと対戦したが0-2で敗れて、大会からの敗退が決まった。結局リーグ戦もライバル上海上港との上海ダービーに大敗するなど11位と低迷し、ポジェ監督は途中退任し、呉金貴監督が就任。呉のもとで2017中国FAカップで上海上港に3-3（アウェイゴール2-0）で勝利し優勝、翌年のアジアチャンピオンズリーグ出場権を獲得した。
2018年
リーグ戦7位。パラグアイ代表MFオスカル・ロメロを獲得するも、デンバ・バは上海上港戦で骨折しその後退団した。
AFCチャンピオンズリーグのグループリーグに出場も、水原三星、鹿島アントラーズ、シドニーFC相手に5分1敗で最下位に終わった。年末に呉金貴監督が退任し、新監督にスペイン人のキケ・フローレスが就任。
2019年
長春亜泰からナイジェリア代表オディオン・イガロ、ASローマからイタリア代表エル・シャーラウィ、全北現代から韓国代表キム・シヌクらを補強も、リーグ戦13位と低迷。キケ・フローレスが7月に辞任し、後任に元韓国代表監督の崔康熙が就任。年末の。中国FAカップで山東泰山を破り優勝した。フレディ・グアリンが退団。
2020年
新型コロナウイルス感染爆発で、リーグ戦開催が遅れ集中開催に。最終順位は7位。
イガロはマンチェスター・ユナイテッドへ（レンタル後、退団）エル・シャーラウィはASローマへ復帰。オバフェミ・マルティンスも退団(武漢へ)
AFCチャンピオンズリーグ2020ではグループリーグで蔚山現代、FC東京、パースグローリーと対戦し2勝1分3敗の3位で敗退。
2021年
リーグ戦9位。8月に崔康熙が辞任。後任はクラブOBの毛毅軍が代行を務めた。10年在籍し、クラブ最多得点記録を更新したキャプテンのジョヴァン二・モレーノが退団。
2022年
リーグ戦10位。呉金貴が6回目の監督就任。
2023年　
ホーム＆アウェイが復活。スポンサー変更の兼合いにより、ホームスタジアムを虹口スタジアムから上海体育場へ移転。
リーグ戦5位。中国FAカップで山東泰山を1-0で破り優勝。翌年のアジアチャンピオンズリーグ出場権を獲得。年末に呉金貴監督が退任、後任に元ロシア代表監督のスルツキが就任。クラブ創設30周年を迎えた。
2024年
グラナダCFからポルトガル人DFマナファ、モレイレンセからブラジル人FWアンドレ・ルイス、武漢三鎮からFW謝鵬飛、北京国安からMF高天意を獲得した。
2月25日、中国FAスーパーカップで上海海港を1-0で破り、4回目の優勝を果たした。　
2024年でスーパーリーグ2位。1位の上海海港がFAカップでも優勝したため、次期ACL本試合出場権獲得。

## タイトル

### 国内タイトル
- 中国甲Aリーグ：2回
  - 1995, 2003
- 中国FAカップ：4回
  - 1998, 2017, 2019, 2023
- 中国FAスーパーカップ：4回
  - 1996, 1999, 2002、2024

### 国際タイトル
- A3チャンピオンズカップ：1回
  - 2007

### 表彰
超級リーグ
- 得点王
  - 2009 -  エルナン・バルコス[注 1]
  - 2010 -  ドゥヴィエル・リアスコス
- ベストイレブン
  - 2014 -  ジョヴァンニ・モレノ
  - 2016 -  デンバ・バ

## 過去の成績
| シーズン | ディビジョン | ディビジョン | ディビジョン | ディビジョン | ディビジョン | ディビジョン | ディビジョン | ディビジョン | ディビジョン | ディビジョン | カップ       |
| シーズン | リーグ       | 試           | 勝           | 分           | 敗           | 得           | 失           | 差           | 点           | 順位         | カップ       |
| -------- | ------------ | ------------ | ------------ | ------------ | ------------ | ------------ | ------------ | ------------ | ------------ | ------------ | ------------ |
| 2004     | 超級リーグ   | 22           | 4            | 10           | 8            | 28           | 37           | −9           | 22           | 10位         | 準決勝敗退   |
| 2005     | 超級リーグ   | 26           | 15           | 8            | 3            | 41           | 23           | +18          | 53           | 2位          | 準々決勝敗退 |
| 2006     | 超級リーグ   | 28           | 14           | 10           | 4            | 37           | 19           | +18          | 52           | 2位          | 準々決勝敗退 |
| 2007     | 超級リーグ   | 28           | 12           | 10           | 6            | 35           | 29           | +6           | 46           | 4位          | -            |
| 2008     | 超級リーグ   | 30           | 17           | 10           | 3            | 58           | 29           | +29          | 61           | 2位          | -            |
| 2009     | 超級リーグ   | 30           | 12           | 9            | 9            | 39           | 29           | +10          | 45           | 5位          | -            |
| 2010     | 超級リーグ   | 30           | 14           | 6            | 10           | 44           | 41           | +3           | 48           | 3位          | -            |
| 2011     | 超級リーグ   | 30           | 11           | 4            | 15           | 31           | 41           | −10          | 37           | 11位         | 準決勝敗退   |
| 2012     | 超級リーグ   | 30           | 8            | 14           | 8            | 39           | 34           | +5           | 38           | 9位          | 4回戦敗退    |
| 2013     | 超級リーグ   | 30           | 11           | 11           | 8            | 36           | 36           | 0            | 38           | 8位          | 3回戦敗退    |
| 2014     | 超級リーグ   | 30           | 8            | 11           | 11           | 33           | 45           | −12          | 35           | 9位          | 準決勝敗退   |
| 2015     | 超級リーグ   | 30           | 12           | 6            | 12           | 42           | 44           | −2           | 42           | 6位          | 準優勝       |
| 2016     | 超級リーグ   | 30           | 12           | 12           | 6            | 46           | 31           | +15          | 48           | 4位          | 準決勝敗退   |
| 2017     | 超級リーグ   | 30           | 9            | 8            | 13           | 52           | 55           | −3           | 35           | 11位         | 優勝         |
| 2018     | 超級リーグ   | 30           | 10           | 8            | 12           | 44           | 53           | −9           | 38           | 7位          | 4回戦敗退    |
| 2019     | 超級リーグ   | 30           | 8            | 6            | 16           | 43           | 57           | −14          | 30           | 13位         | 優勝         |
| 2020     | 超級リーグ   | 20           |              |              |              |              |              |              |              | 7位          |              |

2020シーズンは新型コロナウイルス感染拡大の影響により、8チームずつ2つのグループに分かれて予選を行い、各グループ上位4チーム計8チームが優勝を争う決勝トーナメントに、下位4チーム計8チームが降格を争う残留プレーオフに進む形で開催された。

## 現所属メンバー

### スカッド（国内リーグ戦・カップ戦）
2025年7月22日現在
注：選手の国籍表記はFIFAの定めた代表資格ルールに基づく。
| No. | Pos. |                | 選手名                 |
| --- | ---- | -------------- | ---------------------- |
| 1   | GK   | 中華人民共和国 | 薛慶浩                 |
| 2   | DF   | 中華人民共和国 | 王世竜                 |
| 3   | DF   | 中華人民共和国 | 金順凱                 |
| 4   | DF   | 中華人民共和国 | 蔣聖龍                 |
| 5   | DF   | 中華人民共和国 | 朱辰傑                 |
| 6   | MF   | フランス       | イブラヒム・アマドゥ   |
| 7   | MF   | 中華人民共和国 | 徐皓陽                 |
| 8   | MF   | 中華人民共和国 | 戴偉浚                 |
| 9   | FW   | ブラジル       | アンドレ・ルイス       |
| 10  | MF   | ポルトガル     | ジョアン・テイシェイラ |
| 13  | DF   | ポルトガル     | ウィルソン・マナファ   |
| 14  | FW   | 中華人民共和国 | 謝鵬飛                 |
| 15  | MF   | 中華人民共和国 | 呉曦                   |
| 16  | DF   | 中華人民共和国 | 楊沢翔                 |
| 17  | MF   | 中華人民共和国 | 高天意                 |
| 19  | FW   | 赤道ギニア     | ルイス・アスエ         |
| 20  | FW   | 中華人民共和国 | 于漢超                 |

| No. | Pos. |                | 選手名                         |
| --- | ---- | -------------- | ------------------------------ |
| 21  | DF   | 中華人民共和国 | 崔麟                           |
| 23  | MF   | 中華人民共和国 | ニコ・イェナリス （李可）      |
| 27  | DF   | 香港           | 陳晋一                         |
| 30  | GK   | 中華人民共和国 | 鮑亜雄                         |
| 32  | DF   | 中華人民共和国 | アイディ・フランシス           |
| 33  | MF   | 中華人民共和国 | 汪海健                         |
| 34  | FW   | 中華人民共和国 | 劉誠宇                         |
| 35  | MF   | 中華人民共和国 | 和新                           |
| 37  | FW   | スロベニア     | マルセル・ペトロフ （王漢竜）★ |
| 38  | DF   | 中華人民共和国 | 呉啓鵬                         |
| 41  | GK   | 中華人民共和国 | 周正凱                         |
| 43  | MF   | 中華人民共和国 | 楊皓宇                         |
| 44  | GK   | 中華人民共和国 | 劉浩然                         |
| 45  | FW   | 中華人民共和国 | 韓嘉文                         |
| 46  | DF   | 中華人民共和国 | 和必臻                         |
| 47  | DF   | 中華人民共和国 | 和泉                           |
| 48  | DF   | 中華人民共和国 | 張斌                           |
| 49  | MF   | 中華人民共和国 | 賀麟涵                         |

※星印は、所属協会をまだ変更していない、あるいは変更できないが、すでに中華人民共和国国籍を取得している選手を示している。国内リーグ・カップ戦では外国人枠としてはカウントされない。
監督
- レオニード・スルツキー

### 国内リーグ戦・カップ戦に未登録の選手
注：選手の国籍表記はFIFAの定めた代表資格ルールに基づく。
| No. | Pos. |          | 選手名           |
| --- | ---- | -------- | ---------------- |
| 11  | FW   | ブラジル | サウロ・ミネイロ |

### ローン移籍選手
注：選手の国籍表記はFIFAの定めた代表資格ルールに基づく。
| No. | Pos. |                | 選手名                |
| --- | ---- | -------------- | --------------------- |
|     | GK   | 中華人民共和国 | 馬鎮 (雲南玉昆)       |
|     | GK   | 中華人民共和国 | 王晗懿 (青島西海岸)   |
|     | DF   | 中華人民共和国 | 蔣志鑫 (蘇州東呉)     |
|     | DF   | 中華人民共和国 | 王浩 (大連鯤城)       |
|     | DF   | 中華人民共和国 | 朱啓文 (南京城市)     |
|     | DF   | 中華人民共和国 | 朱越 (広西平果)       |
|     | MF   | 中華人民共和国 | 黄銘 (上海嘉定彙竜)   |
|     | MF   | 中華人民共和国 | 王一凡 (蘇州東呉)     |
|     | FW   | 中華人民共和国 | 費爾南多 (広西恒宸)   |
|     | FW   | 中華人民共和国 | 劉宇傑 (貴州築城競技) |
|     | FW   | 中華人民共和国 | 張威 (広西平果)       |
|     | FW   | 中華人民共和国 | 周俊辰 (長春亜泰)     |

## 歴代監督
- 徐根宝 1994-1996（1度目）
- ヨルダン・ストイコフ（英語版） 1997
- アンドジェイ・ストレイラウ（英語版） 1997-1998
- ムリシ・ラマーリョ 1998
- セバスティアン・ラザロニ 1999
- リュプコ・ペトロヴィッチ 2000
- イリヤ・ペトコヴィッチ 2001
- 徐根宝 2002（2度目）
- 呉金貴（英語版） 2002-2003（1度目）
- 毛毅軍（英語版） 2004（代行）
- ハワード・ウィルキンソン（英語版） 2004
- 賈秀全 2004（代行）
- ヴァレリー・ニポムニシ 2004-2005
- 呉金貴（英語版） 2006（2度目）
- オスバルド・ヒメネス（英語版） 2007
- 呉金貴（英語版） 2007-2008（3度目）
- 賈秀全 2008-2009
- ミロスラヴ・ブラジェヴィッチ 2010
- 奚志康（英語版） 2011
- ドラジェン・ベセク（英語版） 2011
- ジャン・ティガナ 2012
- ジャン＝フロラン・イベンゲ（英語版） 2012（代行）
- セルヒオ・バティスタ 2012-2013（1度目）
- 沈祥福 2013-2014
- セルヒオ・バティスタ 2014（2度目）
- フランシス・ジロ（英語版） 2014-2015
- グレゴリオ・マンサーノ 2016
- グスタボ・ポジェ 2016-2017
- 呉金貴（英語版） 2017-2018（4度目）
- キケ・サンチェス・フローレス 2019
- 崔康熙 2019-2021
- 毛毅軍（英語版） 2021-2022（代行）
- 呉金貴（英語版） 2022-2023（5度目）
- レオニード・スルツキー 2024-

## 歴代所属選手

### GK
- 劉雲飛 2006-2007
- 王大雷 2007-2013
- 耿暁鋒 2014-
- 李帥 2016-

### DF
- 范志毅 1993-1998
- 杜威 2002-2010
- 孫祥 2002-2010
- ジュニオール・バイアーノ 2002
- 李瑋峰 2006-2008
- 戴琳 2009-2013
- マーク・ミリガン 2009
- 熊飛 2010-
- 曺秉局 2014
- 李建浜 2013, 2015-
- ロランド・スキアビ 2013
- アヴラアム・パパドプーロス 2015
- ストフィラ・スンズ 2015-2016
- 金基熙 2016-
- 李運秋 2016-

### MF
- 申思 1994-2001
- ネスコ・ミロヴァノヴィッチ 2002
- ヨルク・アルバーツ 2003-2004
- 馮仁亮 2010-2013
- 呉曦 2010-2012
- ジョヴァンニ・モレノ 2012-
- ティム・ケーヒル 2015-2016
- 鄧卓翔 2015-
- モハメド・シソッコ 2015-
- フレディ・グアリン 2016-

### FW
- サウル・マルティネス 2002-2005
- ルベン・ソサ 2002
- デヤン・ペトコヴィッチ 2003
- 毛剣卿 2004-2009, 2017-
- 郜林 2005-2009
- カルステン・ヤンカー 2006
- ディエゴ・アロンソ 2007
- ハミルトン・リカルド 2007-2008
- エルナン・バルコス 2009
- 董学升 2009-2011
- アンドレス・オペル 2009
- ニコラ・アネルカ 2012-2013
- ディディエ・ドログバ 2012
- ジョエル・グリフィス 2012
- ダディ 2013
- パウロ・エンリケ 2014-
- ルーカス・ビアトリ 2014-2015
- デンバ・バ 2015-2019
- オバフェミ・マルティンス 2016-
- カルロス・テベス 2017-2018
- ロンサナ・ドゥンブヤ 2021

## ダービーマッチ
同じ上海に本拠地を置く上海海港足球倶楽部との対戦は上海ダービーとなる。

## エンブレム
エンブレムの基調になる赤・青・白はスポンサー申花グループのコーポレートカラーが元になっている。2002年に複数の企業からスポンサーを受けるようになると。左上にチーターの図案を配し、ロゴマークの「S」に各社の頭文字を含めるため重ねた文字が使われるようになった。2007年にエンブレムが一新され、走る姿のチーターは顔だけが描かれるようになった。ロゴマーク「S」の重ねもなくなったが、その代わりチーターの顔の中にデフォルメされた「S」2文字がデザインされた。チームロゴSFCの上にあるカーブは上海市の花である木蓮の花弁をイメージする。